# Auguste Longnon
Auguste Honoré Longnon (París, 18 d'octubre de 1844 – París, 12 de juliol de 1911) fou un historiador i arxiver francès. És recordat per la seva recerca en el camp de geografia històrica i per la seva edició del poeta del segle xv, Francois Villon.

## Biografia
Fins a l'edat de 20 anys, va treballar com a sabater pel seu pare. El 1868 va estudiar a l'École pratique des Hautes Études de París i va treballar als Archives Nationales com a ajudant d'Alfred Maury. Més tard, va rebre una promoció com a sots-cap dels Archives Nationales, i finalment, va esdevenir director d'estudis a l'École pratique des Hautes Études. Del 1892 al 1911, va mantenir la càtedra de geografia històrica al Collège de França. I el 1886, va ser escollit com a membre de l'Académie des Inscriptions et Belles-Lettres.

## Obra publicada
Durant la dècada de 1880 va publicar un atles d'història francesa, Atles historique de la França depuis César jusqu'à nos jours (Atles històric de França, des de Cèsar fins als nostres dies), que és considerat primer veritable atles històric francès.
Algunes de les obres originals de Longnon i de les edicions d'altres autors:
- Études sur les pagi de la Gaule, 1869 – Estudis sobre els pagus de la Gàl·lia.
- François Villon et ses légataires, 1873 – Francois Villon i el seu llegat.
- Géographie historique et administrative de la Gaule romaine, 1876-93 (amb Ernest Desjardins) – Geografia històrica i administrativa de la Gàlia romana.
- Étude biographique sur François Villon, d'après les documents inédits conservés aux archives nationales, 1877 – Estudi biogràfic de François Villon, a partir dels documents inèdits conservats als arxius nacionals.
- Géographie de la Gaule au VIe siècle, 1878 – Geografia de la Gàl·lia al segle vi.
- Atlas historique de la France depuis César jusqu'à nos jours, 1885-89 – Atles històric de França, des de Cèsar fins als nostres dies.
- Dictionnaire topographique du département de la Marne, 1891 – Diccionari topogràfic del departament del Marne.
- Œuvres complètes de François Villon, publiées d'après les manuscrits et les plus anciennes éditions, 1892 – Obres completes de François Villon.
- Méliador. Roman comprenant les poésies lyriques de Wenceslas de Bohême, duc de Luxembourg et de Brabant, (autor principal: Jean Froissart, publicat per primera vegada per Longnon) 1895-99 – "Meliador". Compendi de les poesies líriques de Venceslau de Luxemburg.
- Origine des noms de communes du département de la Haute-Marne, 1908 – L'origen dels noms comuns del departament de l'Alt Marne.
- Origines & formation de la nationalité française; éléments ethniques--unité territoriale, 1912 – Orígens i formació de la nacionalitat francesa: elements étnics i unitat territorial.
- Les noms de lieu de la France; leur origine, leur signification, leurs transformations, publicats en 5 parts; 1920-29 (altres autors: Léon Mirot, Paul Georges, François Joseph Marichal) – Els noms dels llocs de França; llur origen, llur significat, llurs transformacions.